# Wiktor Adamiszyn
Wiktor Michajłowicz Adamiszyn (ros. Виктор Михайлович Адамишин, ur. 25 marca 1962 w Murmańsku, zm. 7 kwietnia 1995 we wsi Samaszki w rejonie aczchoj-martanowskim w Czeczenii) – rosyjski kapitan milicji, Bohater Federacji Rosyjskiej.

## Życiorys
W 1979 ukończył szkołę średnią, w 1980 został powołany do służby wojskowej, po dwóch latach zwolniono go do rezerwy. Później podjął pracę w milicji, do listopada 1987 był dowódcą oddziału i dowódcą plutonu milicji Miejskiego Zarządu Spraw Wewnętrznych Moskiewskiego Miejskiego Komitetu Wykonawczego, w listopadzie 1987 został zastępcą dowódcy 1 kompanii w 2 batalionie operacyjnym oddziału milicji specjalnego przeznaczenia przy Miejskim Zarządzie Spraw Wewnętrznych Moskwy. W 1993 został odznaczony Orderem Za Osobiste Męstwo. Po wybuchu I wojny czeczeńskiej został skierowany do działań operacyjnych, zginął we wsi Samaszki. Pochowano go w Moskwie. 25 sierpnia 1995 pośmiertnie nadano mu tytuł Bohatera Federacji Rosyjskiej.